# Ric Ocasek
Richard Theodore Otcasek (Baltimore, 
23 de março de 1944 – Nova Iorque, 15 de setembro de 2019), mais conhecido como Ric Ocasek, foi um cantor, compositor, produtor musical e pintor estadunidense. Ele era mais conhecido como vocalista, guitarrista rítmico e compositor da banda de rock The Cars. Em 2018, Ocasek foi introduzido no Rock and Roll Hall of Fame como membro do Cars. Nesse mesmo ano, ele revelou várias de suas pinturas em uma turnê nacional que incluiu uma exposição nas Galerias Wentworth em Tysons Corner, Virgínia.
Ocasek também trabalhou como produtor musical para artistas como Motion City Soundtrack, Suicide , Bad Brains, Weezer, Nada Surf, Guided by Voices e No Doubt.

## Vida pessoal
Ric foi casado com a modelo checa, naturalizada estadunidense Paulina Porizkova, os quais se conheceram durante as filmagens do vídeo musical para a canção "Drive", o maior sucesso da banda, do álbum Heartbeat City, de 1984.

## Morte
Ocasek morreu na cidade de Nova Iorque em 15 de setembro de 2019, aos 75 anos. A causa da morte foi um problema cardíaco causado por enfisema pulmonar.

## Discografia

### Carreira solo
- 1982 - Beatitude
- 1986 - This Side of Paradise
- 1991 - Fireball Zone
- 1993 - Quick Change World
- 1993 - Negative Theater - (somente Europa)
- 1996 - Getchertikitz
- 1997 - Troublizing
- 2005 - Nexterday